# Всеиндийская мусульманская лига
Всеиндийская мусульманская лига (урду آل انڈیا مسلم لیگ‎) — политическая партия, призывавшая к разделу Британской Индии и выделению из её состава мусульманского государства.

## История
Мусульманская лига была основана 30 декабря 1906 года в Дакке для защиты в Индии прав мусульманского меньшинства от диктата индуистского большинства. Руководство Мусульманской лиги во главе с Джинной до 1940 года призывало к предоставлению Индии права самоуправления. Когда эта перспектива стала реальной, лидеры движения осознали, что в новом государстве будут доминировать индуисты. В связи с этим на повестку дня был поставлен вопрос о выделении из Британской Индии областей, населённых мусульманами.
В 1947 году деятельность Мусульманской лиги, которой сочувствовали многие британские чиновники, привела к разделению Британской Индии на индуистский Индийский Союз и мусульманский доминион Пакистан, соединявший территории современных Пакистана и Бангладеш. На первых порах Мусульманская лига являлась правящей партией Пакистана, однако в 1954 году проиграла выборы в Восточном Пакистане (ныне Бангладеш), а потом и в Западном. В 1960-е годы распалась на несколько фракций и довольно скоро прекратила своё существование.